# Susana Benko
Susana Benko (Caracas, Venezuela, 1956) es licenciada en Letras en la Universidad Central de Venezuela, magíster en Literatura Latinoamericana Contemporánea en la Universidad Simón Bolívar, investigadora, crítico de arte, curadora, docente y museóloga. Miembro de AICA, Asociación Internacional de Críticos de Arte

## Perfil profesional
Susana Benko es investigadora de arte y ha trabajado en diversas instituciones como el Museo de Bellas Artes de Caracas, el Instituto Internacional de Estudios Avanzados (IDEA), la Galería de Arte Nacional, el Museo de la Estampa y del Diseño Carlos Cruz-Diez y el Museo Alejandro Otero, en Caracas. 
Desde 1991, es Coordinadora y Asesora Editorial en Caracas de la revista internacional Art Nexus.
Escribe desde el año 1978 numerosos artículos y ensayos en la prensa nacional, revistas internacionales, catálogos de arte y ha publicado varios libros, algunos centrados en arte venezolano, otros sobre apreciación visual, historia del arte y la relación arte y poesía. Su libro, Educación artística, constituye un valioso aporte en el área de textos escolares por contener información actualizada, imágenes de obras pertenecientes a las colecciones de los principales museos de Caracas, tales como la Galería de Arte Nacional, el Museo de Arte Contemporáneo Sofía Imber, el Museo de Bellas Artes de Caracas y el Museo Alejandro Otero. Asimismo, su permanente contacto con los artistas venezolanos y latinoamericanos de distintas generaciones, además de su conocimiento del arte a nivel mundial, le ha permitido manejar importantes referencias tanto en sus publicaciones como en su labor docente y como conferencista. Sus libros y publicaciones han contribuido a la divulgación del conocimiento sobre la obra e investigación de variados artistas nacionales e internacionales. Sus investigaciones sobre arte se difunden a través de sus ensayos que publica en su blog personal como en el Papel Literario del periódico El Nacional. Desde 1987 ha participado como jurado en importantes salones de arte tales como: Salón Dior, Salón Aragua, Salón Pirelli, Salón Exxon Mobil, Salón Cabriales, Premio Nacional de Artes Visuales, Bienal de Arte de Maracaibo, entre otros. 
De 2009 a la actualidad ha asumido la investigación y la curaduría en forma independiente. Ha realizado exposiciones en el Museo de Arte Contemporáneo del Zulia, en el Centro Cultural BOD, Sala Espacio 5 Caracas, La Caja del Centro Cultural Chacao. Asimismo ha elaborado textos curatoriales para diversas galerías de arte como GraphicArt, Galería Okyo, G-7, GBG Arts, Cerquone Projects, etc. y es miembro de la Asociación Internacional de Críticos de Arte (AICA, Capítulo-Venezuela) desde 1990. 
Actualmente es curadora y asesora de arte de la Sala William Werner del Centro de Artes Integradas de Caracas.

## Educación
- Universidad Simón Bolívar, magíster en Literatura y Arte 1983 -1988 (Mención de honor)
- Universidad Central de Venezuela, licenciada en Letras, 1980 -1984 (Mención magna cum laude)

## Experiencia docente
- 2008-2011 / 2017-actualidad. Profesora de los Diplomados de Artes Visuales Venezolanas[7] e Historia del Arte Occidental[8] en la Universidad Metropolitana.
- 2018. Profesora de Artes Visuales en el Curso de Especialización Arte y Arquitectura en la Facultad de Arquitectura y Urbanismo de la Universidad Central de Venezuela y el Centro de Artes Integradas.

## Coordinación editorial
- De 1997 a la actualidad es Coordinadora y Asesora Editorial en Caracas de la revista internacional Art Nexus.

## Experiencia en museología. Curadurías
- 1978-1988. Museo de Bellas Artes de Caracas. Investigadora de arte
- 1993-1995. Unidad de Arte del Instituto Internacional de Estudios Avanzados (IDEA). Investigadora de arte
- 1999-2001. Galería de Arte Nacional. Investigadora de arte
- 2001-2006. Museo de la Estampa y del Diseño Carlos Cruz-Diez. Gerente de Investigación y Museografía
- 2006-2011. Museo Alejandro Otero. Gerente de Museología.

Desde 1983 a la actualidad ha realizado numerosas curadurías en museos y galerías de arte del país. Entre éstas se destacan: 
- 1983. Exposición Antológica de Omar Carreño 1950-1983. Museo Español de Arte Contemporáneo, Madrid y Museo de Bellas Artes, Caracas
- 1986. Henri Cartier-Bresson. Museo de Bellas Artes, Caracas
- 2002. Los fantasmas del Estanque Vivo. Retrospectiva de José Ramón Sánchez. Museo de Arte Contemporáneo del Zulia, Maracaibo
- 2004. Carlos Cruz-Diez. Arte en Guri; Ina Bainova. Grabaciones cromáticas. Monotipos y grabados; Tequeños de Eugenio Espinoza. Museo de la Estampa y del Diseño Carlos Cruz-Diez, Siete maestros del geometrismo. Donación Denise René y Christo. Museo de la Estampa y del Diseño Carlos Cruz-Diez
- 2009. Mirada íntima. Francisco Hung. Dibujos de un legado familiar, Museo de Arte Contemporáneo del Zulia, Maracaibo;
- 2011. Visiones Urbanas. Museo Alejandro Otero, Caracas (Curaduría junto a Richard Aranguren y Fernando Aranguren)
- 2012. Antonio Ugarte. Canto fluvial. Centro de Artes Integradas, Caracas; Traspasando fronteras. Coll, Ginnari, Olalde, Van Dalen. Sala William Werner, Centro de Artes Integradas, Caracas.
- 2013. Cromo-relatos; Densidad / Levedad. Sala William Werner, Centro de Artes Integradas, Caracas.
- 2014. Geometría en el espacio; Transfiguraciones poéticas: del paisaje a la memoria. Sala William Werner, Centro de Artes Integradas, Caracas.
- 2015. Reflejos y transparencias. Juan Lecuna; Estructuras, espacios y torrentes; El cielo no es el límite. Obra reciente de Keyser Siso, Sala Espacios, Caracas; Orgánica. Sala William Werner, Centro de Artes Integradas, Caracas.
- 2016. Color en tres. La Caja. Fundación Cultural Chacao, Caracas;[9] Julio Pacheco Rivas. El color del cristal. Centro Cultural BOD, Caracas; Expresionismos, Sala William Werner, Centro de Artes Integradas, Caracas (todas en proceso de producción a inaugurarse en abril y mayo); De la mano de Vigas, Galería Utopía; Figuras esenciales. Schuster & Zajac, Sala Espacios.
- 2017. Reinvenciones de la naturaleza; Urbes. Sala William Werner, Centro de Artes Integradas, Caracas.

## Publicaciones

### Libros[10]
- Donación Miguel Otero Silva (1990). Caracas: Galería de Arte Nacional
- Tierra (1992). Bogotá: Arte Dos Gráfico.
- El símbolo y sus enigmas (1993). Caracas: Academia Nacional de la Historia
- Vicente Huidobro y el cubismo (1993). México-Caracas: Fondo de Cultura Económica, Monte Ávila Editores y Banco Provincial. Premio Municipal Investigación literaria-1994. Reeditado como libro electrónico por el FCE, (2007), México.
- Urbi et orbi. La ciudad-universo de Iván Petrovszky (1999). Caracas: Editorial ExLibris
- Carteles del Museo de Bellas Artes (2004). Caracas: Museo de Bellas Artes. Premio Nacional del Libro CENAL y Premio Distrito Capital del libro CENAL
- Cruz-Diez a todo color (2006). México-Caracas. Ed. Tecolote. Reeditado por Tecolote (2013).
- Educación Artística (2009). Caracas. Editorial Larense[11] (agotado)
- Franco Contreras y Pepe López. Colección Artistas Venezolanos. (2008). Caracas: Instituto de las Artes (IARTES).

### Libros pendientes por publicar
- Arte hispánico y arte del siglo XIX. Colección Fundación Museos Nacionales-Galería de Arte Nacional
- Historia del arte.

### Catálogos, Revistas y prensa
- 1979-actualidad. escribe continuamente ensayos en catálogos de arte para museos y galerías de arte del país. Desde esa fecha escribe para el Papel Literario de El Nacional.

- 1990-actualidad. Ha escrito para las revistas Arte al día y Arte Internacional y continúa realizando reseñismo de exposiciones en Art Nexus.

## Premios y reconocimientos
- 1990. Premio Municipal de Investigación Literaria por su libro: Vicente Huidobro y el cubismo. Caracas-México. Coedición Monte Ávila Editores, Fondo de Cultura Económica y Banco Provincial SAICA.
- 2005. Reconocimiento AICA 2005 por la labor realizada en las Artes Visuales en Venezuela 2004-2005. AICA. Asociación Internacional de Críticos de Arte. Capítulo Venezuela
- 2006. II Premio Nacional del Libro de Venezuela. (Nacional y Distrito Capital). Categoría: Libro Objeto de Arte por el libro: Carteles del Museo de Bellas Artes. Caracas: Museo de Bellas Artes-Petrobrás. Centro Nacional del Libro, Ministerio del Poder Popular para la Cultura, Caracas.